# 莫萊斯德徹爾特山脈

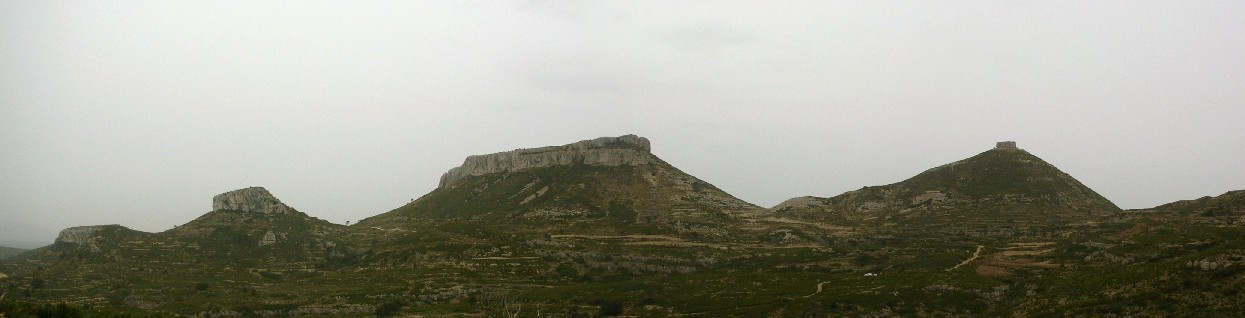

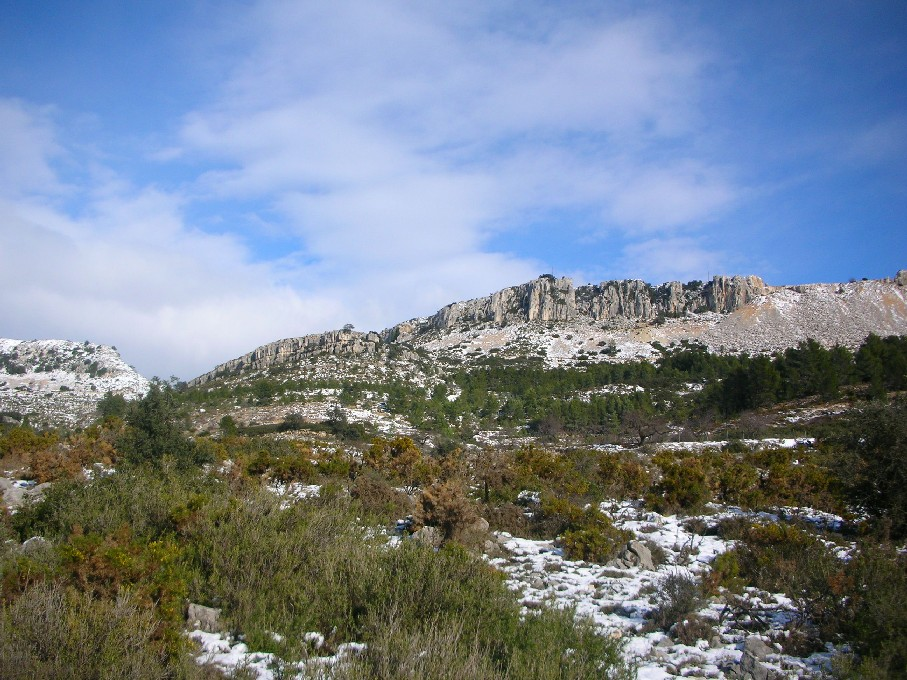

40°31′54″N 0°9′7″E / 40.53167°N 0.15194°E
莫萊斯德徹爾特山脈（西班牙語：Muelas de Chert），是西班牙的山脈，位於該國東部華倫西亞自治區，屬於伊比利亞山脈的一部分，長4.2公里，最高點海拔高度806米。